# Halenia weddelliana
Halenia weddelliana är en gentianaväxtart som beskrevs av Ernest Friedrich Gilg. Halenia weddelliana ingår i släktet Halenia och familjen gentianaväxter. Inga underarter finns listade i Catalogue of Life.